# Fuga di Enea da Troia
La Fuga di Enea da Troia è il soggetto di due dipinti di Federico Barocci di cui, dopo lo smarrimento di uno di essi, si conosce solo la versione custodita nella Galleria Borghese.
Quest'ultimo dipinto è firmato e datato con l'iscrizione apposta sull'alzata del gradino più in basso della scala sulla sinistra della composizione che recita: FED•BAR•VRB/FAC•MDXCVIII (Federico Barocci Urbinate, fece nel 1598).

## Storia

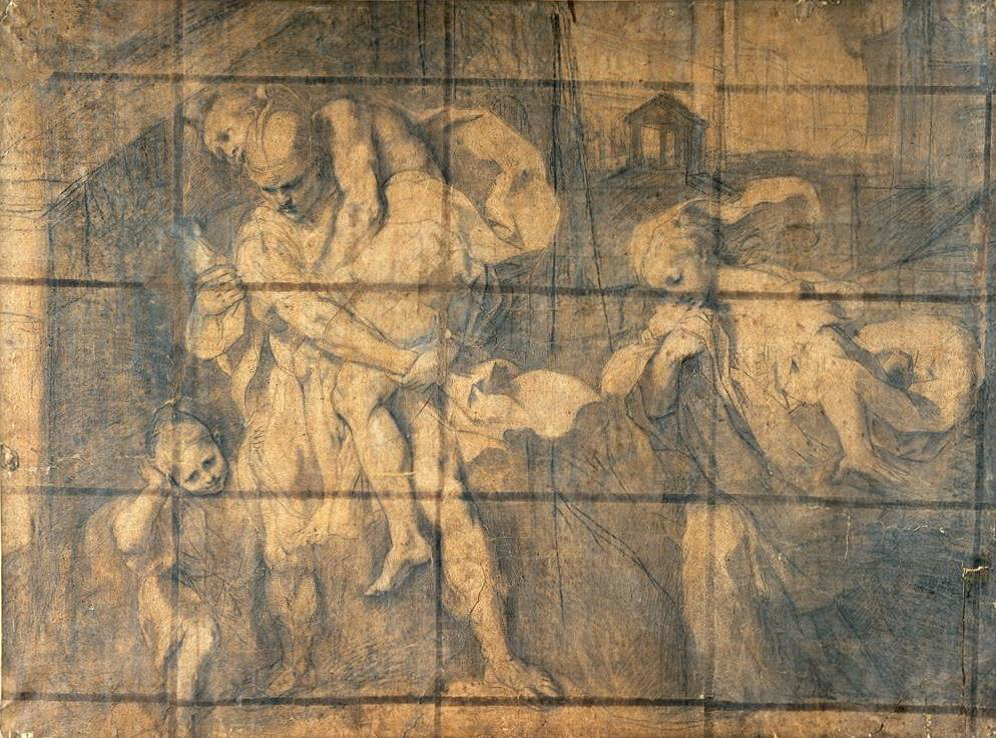
Il cartone della prima versione, 1586-1589, Parigi, Louvre

La tela della Galleria Borghese costituisce la seconda versione di un dipinto realizzato su richiesta dell'imperatore Rodolfo II d'Asburgo. Il sovrano, grande amatore d'arte e collezionista, desiderando un'opera del Barocci si rivolse, nel 1586, al duca di Urbino Francesco Maria II Della Rovere, al cui servizio il Fiori operava, chiedendo un quadro del pittore da collocare nelle sue straordinarie raccolte praghesi. Fu lo stesso Rodolfo a dare la precisa indicazione che l'opera non dovesse avere contenuto religioso. Questo spiega la singolarità del soggetto, praticamente l'unico dipinto di historia (quindi, ovviamente, produzione ritrattistica a parte) di tema laico licenziato dal Barocci nell'arco della sua carriera. 
Questa prima versione della fuga di Enea giunse a Praga nel 1589 e vi rimase fino al 1648 quando la capitale boema fu messa a sacco dalle truppe svedesi sul finire della Guerra dei Trent'anni. Gli svedesi razziarono la collezione asburgica e molte delle opere che ne facevano parte presero la via di Stoccolma. 
In seguito, il quadro del Barocci fu tra quelli che Cristina di Svezia dopo l'abdicazione portò con sé a Roma. Alla morte della regina la sua cospicua collezione romana, compreso il dipinto in questione, subì vari passaggi di proprietà: l'ultima notizia nota del quadro fatto per Rodolfo d'Asburgo ne attesta l'arrivo in Inghilterra nel diciannovesimo secolo, poi se ne perde ogni traccia e si ignora se esso sia ancora esistente o se sia andato distrutto. Di questa prima versione della fuga da Troia si è conservato il cartone in scala 1 a 1 usato per la stesura della traccia del disegno sulla tela, custodito al Louvre.
A distanza di alcuni anni monsignor Giuliano Della Rovere, nipote del duca di Urbino, ordinò al Barocci la realizzazione di una seconda versione del dipinto. Si ignora il perché di questa seconda commissione, ma è probabile che l'intento fosse quello di farne dono alla famiglia Borghese, nei cui inventari l'opera è documentata sin dal 1613. Non si sa peraltro se il dono fosse indirizzato a Camillo Borghese (poi asceso al soglio pontificio con il nome di Paolo V) o al di lui nipote Scipione Borghese, cardinale (dal 1605) nonché uno dei maggiori collezionisti e mecenati della Roma del tempo.
Anche alcuni elementi iconografici del quadro (sui quali più avanti) fanno pensare che esso sia stato realizzato per una destinazione romana il che probabilmente avvalora l'ipotesi che esso sin dall'inizio fosse riservato ai Borghese.

## Descrizione e stile

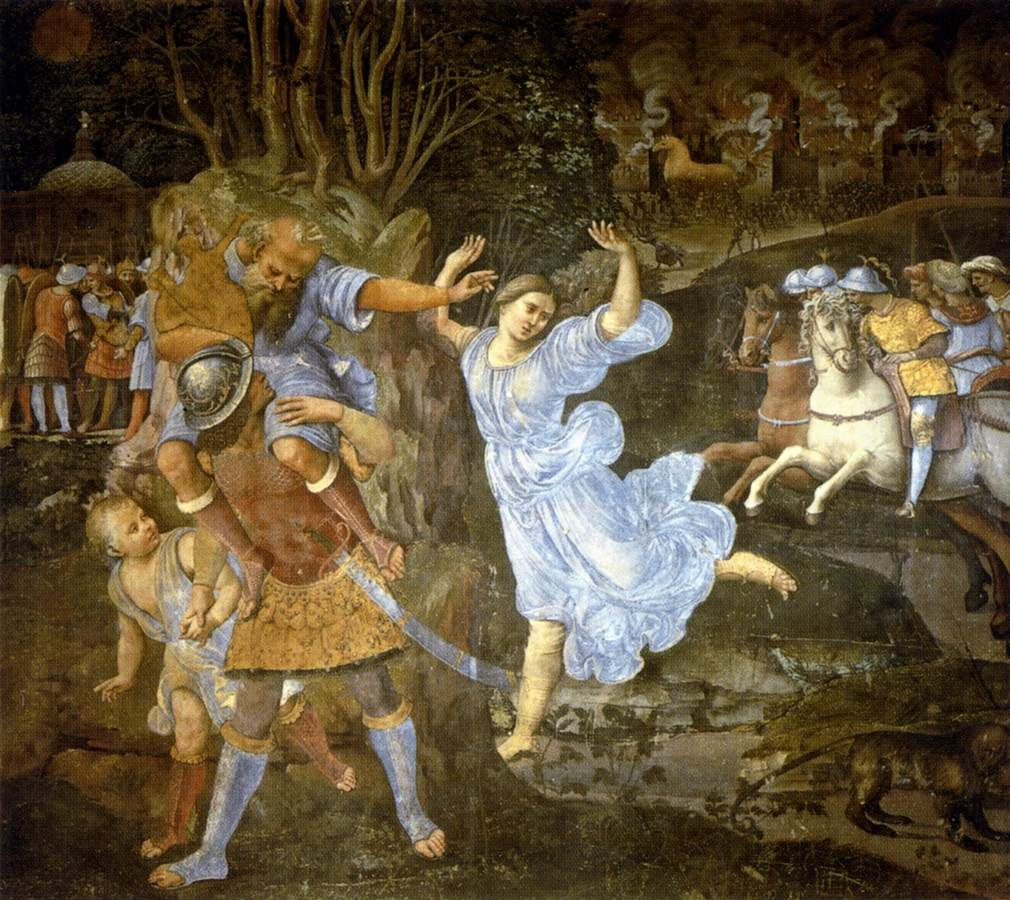
Gerolamo Genga, Fuga di Enea da Troia, 1510 circa, Siena, Pinacoteca nazionale

Con ogni probabilità la scelta del tema del dipinto destinato a Rodolfo II non fu casuale ma è stata il presumibile veicolo di un omaggio encomiastico alla Casa d'Asburgo che si pretendeva discendente di Enea. Omaggio dinastico verosimilmente connesso ai forti legami del Ducato di Urbino con gli Asburgo (sia del ramo spagnolo che germanico). 
Un nesso altrettanto diretto tra il soggetto della fuga di Enea da Troia e i Borghese, probabili destinatari della seconda versione dell'opera, non sembra invece facilmente individuabile: le proposte critiche in questo senso si limitano a più generici riferimenti alla pietas di Enea - di cui l'episodio raffigurato è certamente esemplificativo - da secoli reinterpretata in chiave di prefigurazione della religione cristiana, o di allusione ai miti fondativi di Roma, concetti che sembrano coniugabili ad un casato, i Borghese appunto, che aveva assunto una posizione preminente nelle gerarchie pontificie e quindi sull'Urbe.
La scena raffigurata dal Barocci è narrata nel secondo libro dell'Eneide: Enea resosi ormai conto dell'inutilità della difesa di Troia, all'interno della quale gli invasori Greci già dilagano, fugge dalla città in fiamme portando via con sé la sua famiglia, cioè l'anziano padre Anchise, che porta in braccio, il piccolo figlio Ascanio e sua moglie Creusa.
Enea e la sua famiglia si trovano all'interno di un edificio dalla rifinite architetture classiche. A terra già si accumulano delle macerie ed una sorta di natura morta di armi e vessilli militari a simboleggiare la caduta della Rocca di Priamo. Dalla finestra a sinistra e dall'arco al centro si vedono baluginare le fiamme dell’incendio appiccato dagli Achei che si danno alla strage dei vinti: il gesto di Ascanio di proteggersi le orecchie evoca l'assordante fragore della devastazione in corso.
La cupa atmosfera notturna è interrotta dalle sgargianti tonalità degli incarnati e soprattutto delle vesti dei protagonisti in cerca di scampo.
Mentre Enea, Anchise ed Ascanio formano un gruppo a sé, col bambino che si aggrappa ad una gamba del padre e il vecchio che è sorretto dal giovane eroe, Creusa è relativamente isolata, già qualche passo indietro rispetto agli altri membri della sua famiglia. Con questa scelta compositiva Barocci prefigura la scomparsa di Creusa che avverrà durante la fuga, quando Cibele porterà la moglie di Enea nell'oltretomba. L'espressione e la posa di Creusa, col capo reclinato ed una mano al petto, sembrano quasi evocare la raffigurazione di una Madonna annunciata che si sottomette al volere divino: anche Creusa non può che accettare il fato. La sua scomparsa è infatti necessaria affinché Enea una volta giunto nel Lazio possa dare vita alla nuova stirpe che porterà alla fondazione di Roma. 

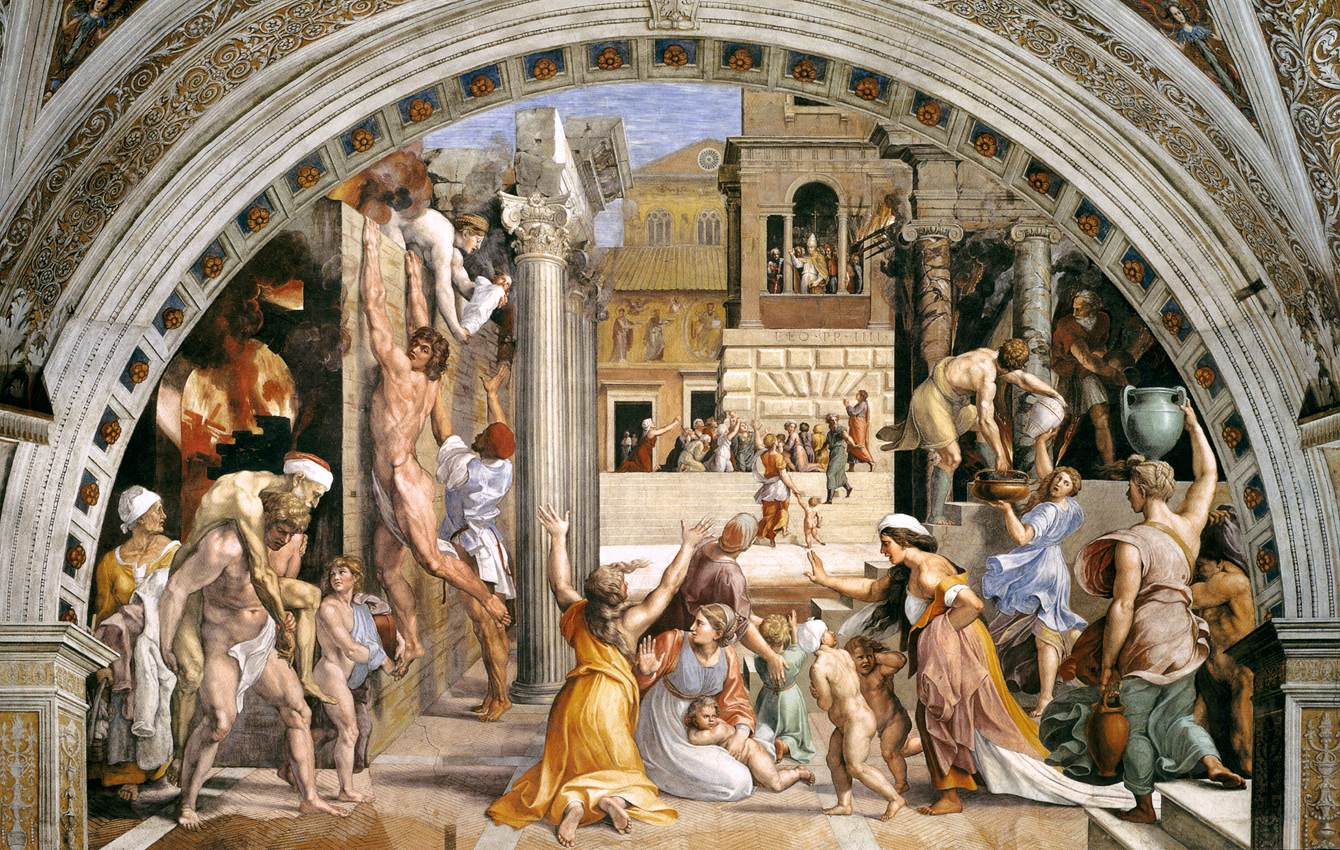
Raffaello, Incendio di Borgo, 1514, Città del Vaticano

Circa la posizione di Creusa distanziata dal gruppo familiare si reputa che possa essere stato un plausibile modello compositivo seguito dal Barocci un affresco di identico soggetto di Gerolamo Genga, conterraneo e parente del pittore, dove si osserva la stessa separazione in due gruppi della famiglia in fuga, con la donna distaccata e che sta per essere inghiottita dalla terra. 
Si riscontra poi anche una certa assonanza con il celebre Incendio di Borgo, affresco di Raffaello delle stanze vaticane, ove parimenti compaiono Enea e i suoi in cerca di salvezza: da questo illustre precedente il Barocci probabilmente riprende alcune idee compositive generali ed alcuni dettagli dello sfondo.
Attraverso l'arco su cui si apre l'ambiente occupato da Enea e i suoi, si vedono in secondo piano alcuni edifici e monumenti che chiaramente riprendono delle reali architetture di Roma. Il tempio circolare è una riproduzione del Tempietto del Bramante di San Pietro in Montorio, mentre la colonna è identificabile con la Colonna Traiana. La Roma moderna e la Roma antica. Probabilmente il senso di questa quinta architettonica è quello di sottolineare che il percorso che Enea sta intraprendendo con l'abbandono della sua patria porterà un giorno alla fondazione di Roma. 
Mettendo a raffronto lo sfondo architettonico della replica Borghese con il cartone del Louvre (relativo alla prima versione inviata a Praga), si osservano sostanziali differenze: si ipotizza che il cambiamento, con l'inserimento di reali edifici capitolini, nel primo quadro presumibilmente assenti (non essendocene traccia nel cartone), possa essere dovuto alla destinazione romana della seconda versione (concepita per l'appunto come dono ai Borghese).
Per la capacità di resa degli affetti dei protagonisti del dipinto e l'efficace restituzione della concitazione degli eventi messi in scena, nella Fuga di Enea da Troia si coglie a livello critico una delle prove del Barocci dalle più spiccate qualità proto-barocche, anticipatrice della pittura del secolo successivo.

## L'incisione di Agostino Carracci

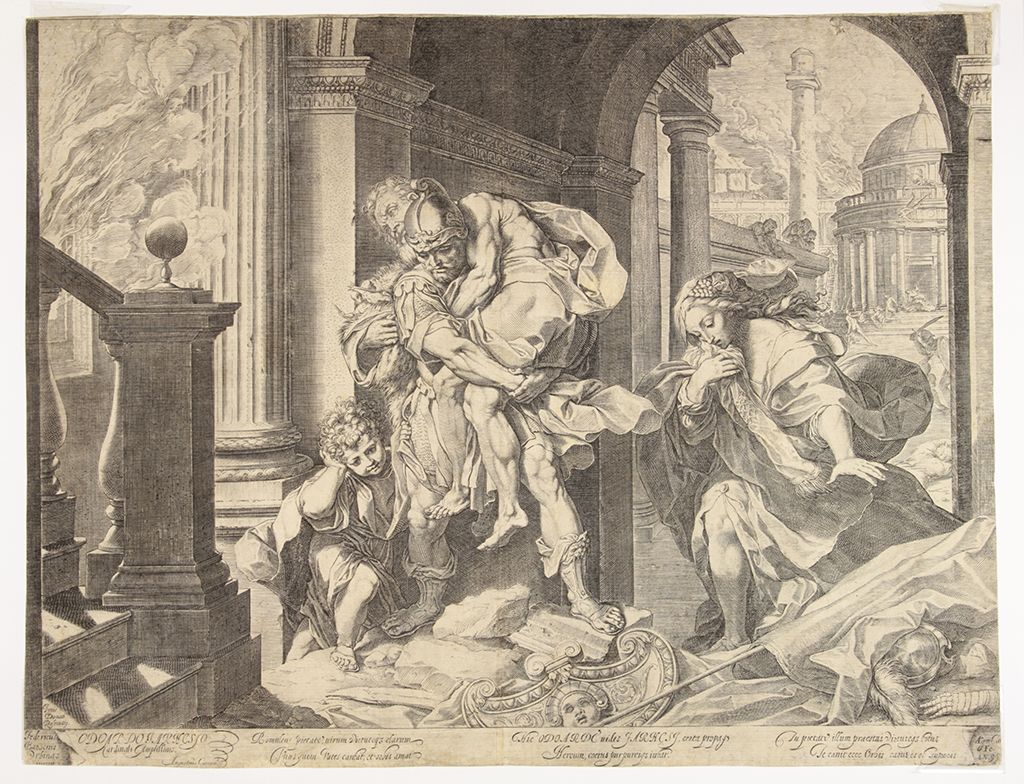
Agostino Carracci, Fuga di Enea da Troia, 1595

L'ampia fortuna critica che la Fuga da Troia del Barocci riscosse ai suoi tempi, annoverata tra i maggiori capolavori del maestro urbinate, si ritiene in parte dovuta alla notevole incisione che ne trasse Agostino Carracci, stampa che contribuì a diffondere la conoscenza del dipinto.

Circostanza che ha dato luogo ad un lungo dibattito critico è costituita dal fatto che l'incisione del Carracci è datata 1595, mentre la versione Borghese del Barocci reca una datazione di tre anni successiva. In un primo momento se ne è dedotto che la stampa riproducesse la prima versione dell'opera, cioè quella voluta da Rodolfo d'Asburgo.

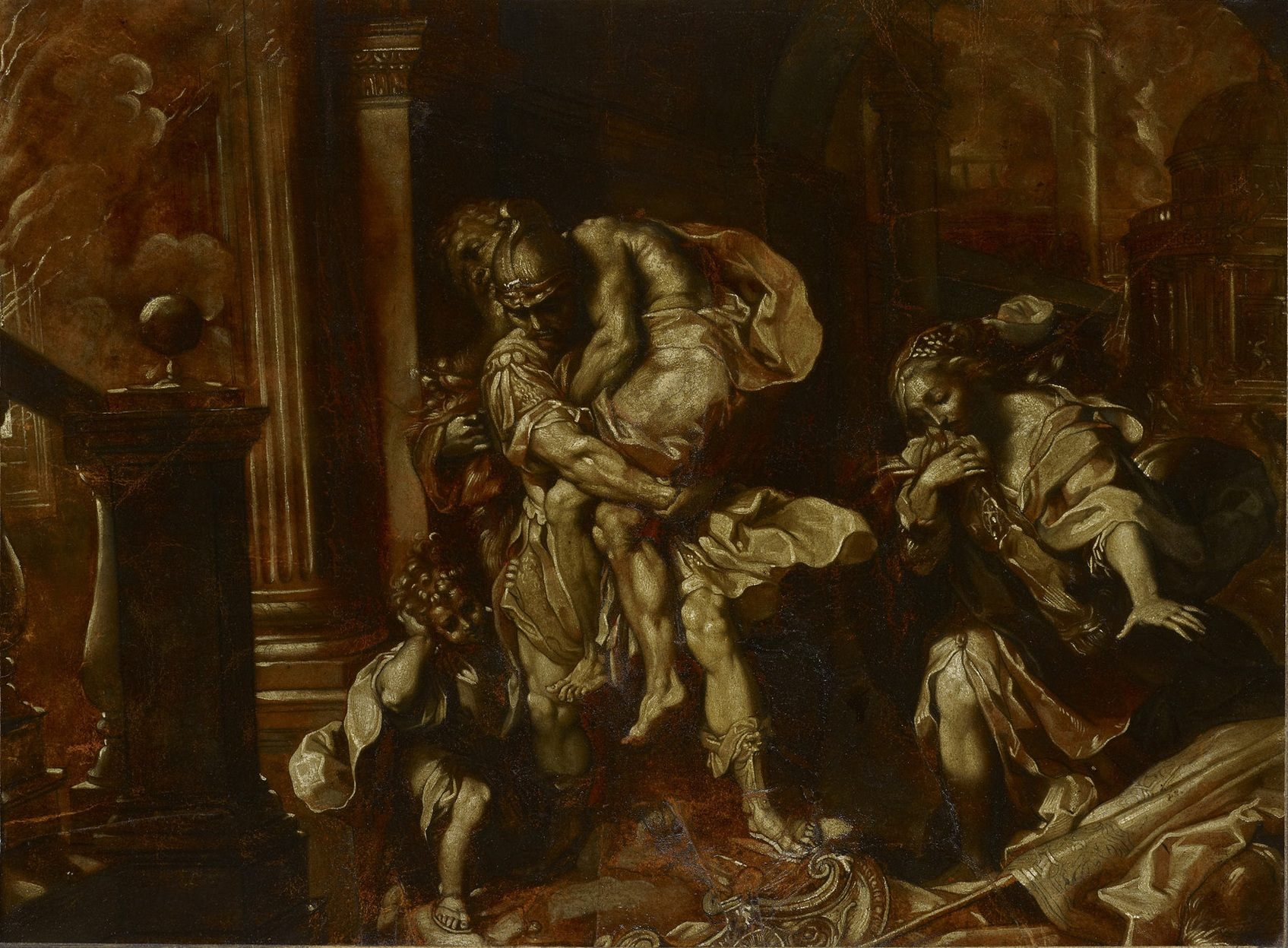
Il disegno di Windsor assegnato al Barocci

 Questo quadro, tuttavia, al tempo della realizzazione dell'incisione si trovava a Praga già da alcuni anni ed è escluso che Agostino Carracci possa averlo visto. Inoltre nello sfondo della stampa compaiono la Colonna Traiana e il Tempietto del Bramante, dettagli che verosimilmente, come osservato, non erano presenti nel dipinto di Praga, ma solo in quello Borghese, che però è successivo all'incisione.
Il dilemma è stato risolto (almeno in ipotesi) sostenendo che prima di licenziare la seconda versione Barocci abbia messo a disposizione di Agostino Carracci uno studio preparatorio in cui già compariva l'ambientazione romana dello sfondo.
A questo proposito vi è nelle collezioni reali di Windsor Castle un disegno ripassato ad olio che per lungo tempo si è pensato fosse stato vergato da Agostino Carracci proprio quale preparativo della sua stampa. Una revisione critica di questa attribuzione ha però successivamente assegnato il foglio inglese allo stesso Barocci, individuandovi il possibile modello - antecedente alla stesura su tela della seconda versione della Fuga, ma già contenente i dettagli di sfondo poi inseriti anche nel quadro - che il Fiori avrebbe messo a disposizione di Agostino Carracci per consentirgli la realizzazione dell'incisione.

## Il gruppo del Bernini
Diversi anni dopo l'ingresso della tela del Barocci nelle collezioni dei Borghese, il cardinale Scipione Borghese commissionò ad un giovanissimo Gian Lorenzo Bernini un gruppo scultoreo di identico soggetto, licenziato nel 1619 e anch'esso tuttora in Galleria Borghese.
Un'antica descrizione delle raccolte d'arte situate nel Casino nobile della Villa pinciana edificata dal Cardinal Nepote, risalente al 1650, attesta che l'Enea berniniano era situato proprio davanti (di spalle) alla tela del Barocci. Si ritiene però probabile che sin dall'inizio sia stata questa la collocazione destinata alla statua, in diretta e voluta relazione con il dipinto del pittore urbinate. 
Si pensa infatti che il gruppo del Bernini possa essere stato commissionato da Scipione Borghese per dar vita ad un paragone tra le due opere, cioè un esempio di quella virtuosa competizione tra pittura e scultura che sin dal Rinascimento era oggetto di interesse e dibattito tra i teorici, gli amatori d'arte e gli artisti.
Oltre alla generale ripresa del tema, il Bernini, secondo alcune prospettazioni critiche, avrebbe mutuato dal dipinto anche alcune soluzioni compositive ed in particolare la figura del piccolo Ascanio, simile per espressione e per la capigliatura copiosamente riccioluta a quello del Barocci.

## Disegni preparatori
In merito alla Fuga di Enea da Troia si conserva un numero piuttosto cospicuo di disegni preparatori. È difficile stabilire se essi facciano riferimento alla prima o alla seconda versione del dipinto, salvo il caso in cui contengano particolari dello sfondo relativi ai monumenti romani che dovrebbero più agevolmente riferirsi alla versione Borghese, assumendo che lo sfondo della prima versione fosse diverso. Tra questi si segnalano uno studio del Tempietto del Bramante e un abbozzo dell'insieme della composizione dove in sfondo si vedono lo stesso edificio rinascimentale e la Colonna Traiana. 

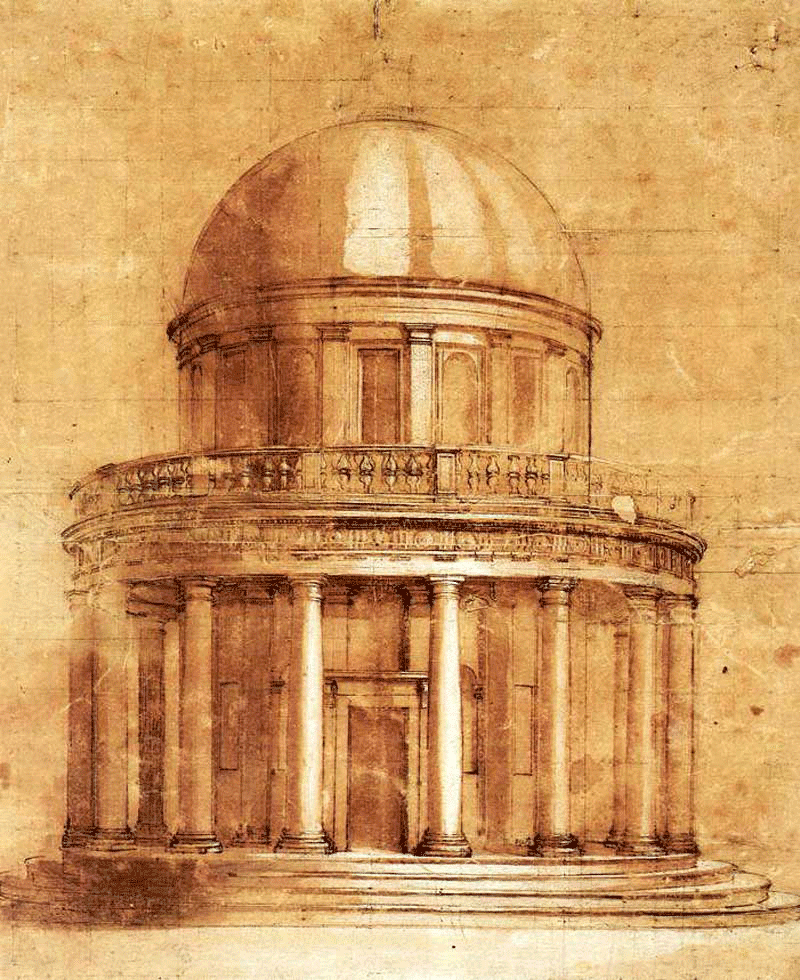
Studio del Tempietto del Bramante, Gabinetto dei disegni e delle stampe degli Uffizi
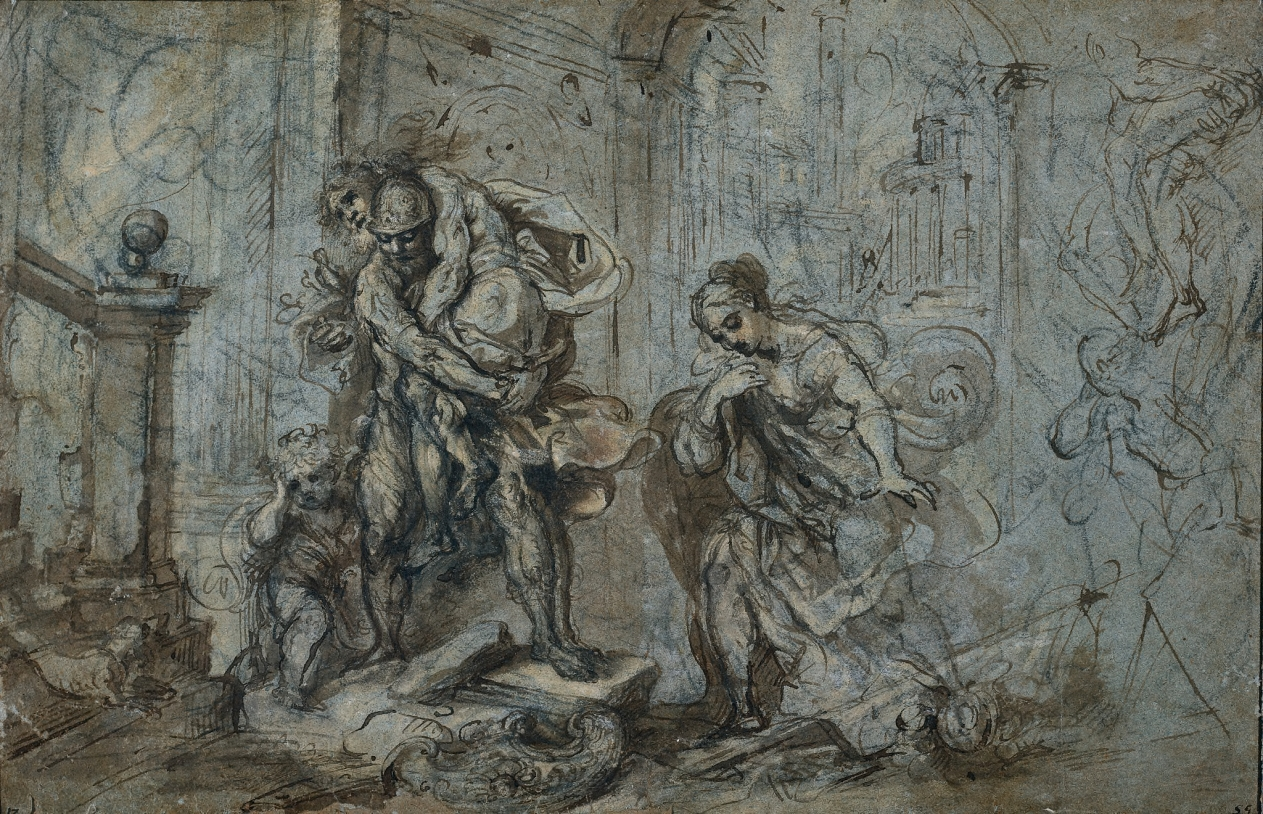
Studio dell'insieme, Cleveland Museum of Art
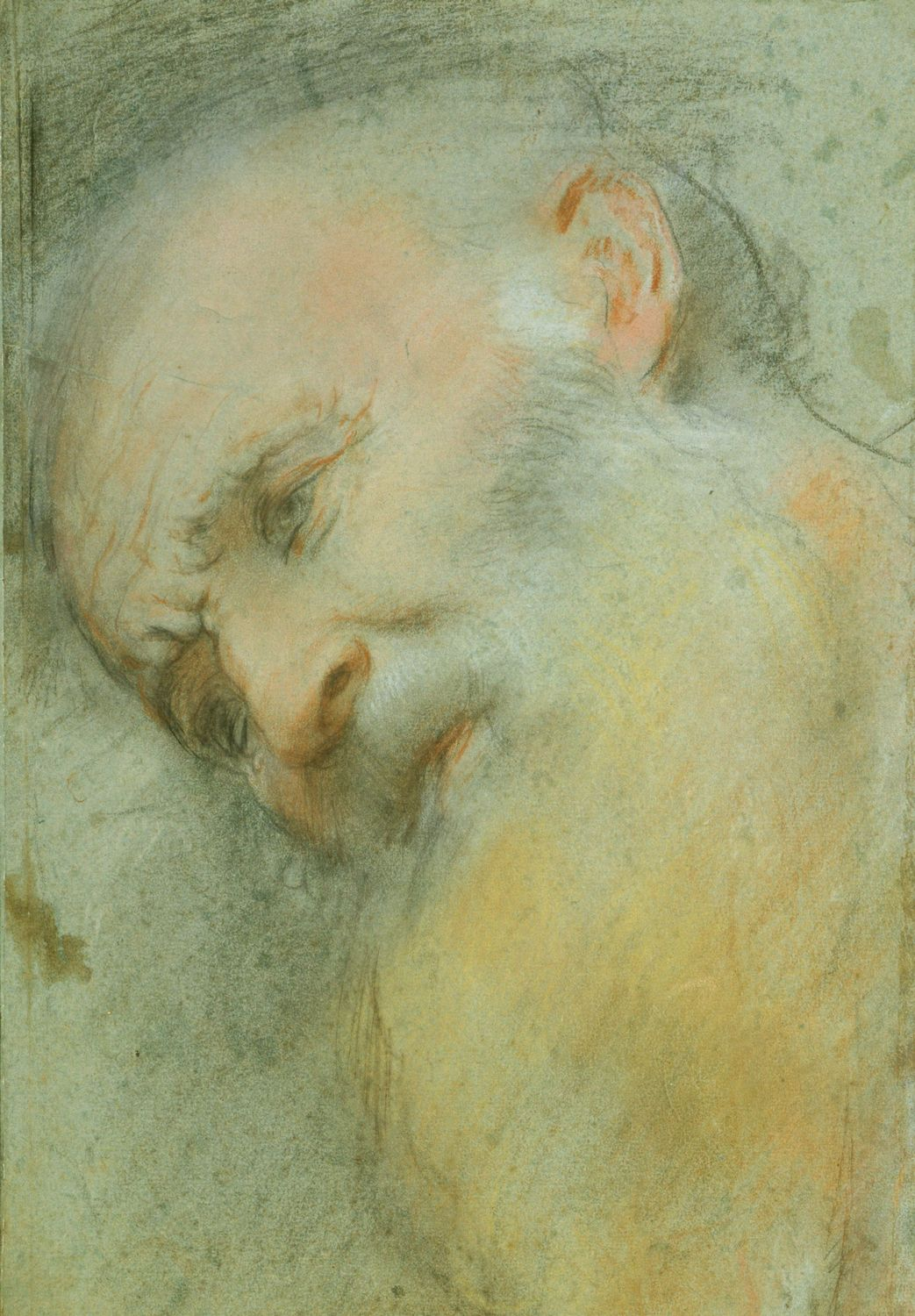
Testa di Anchise, Windsor Castle
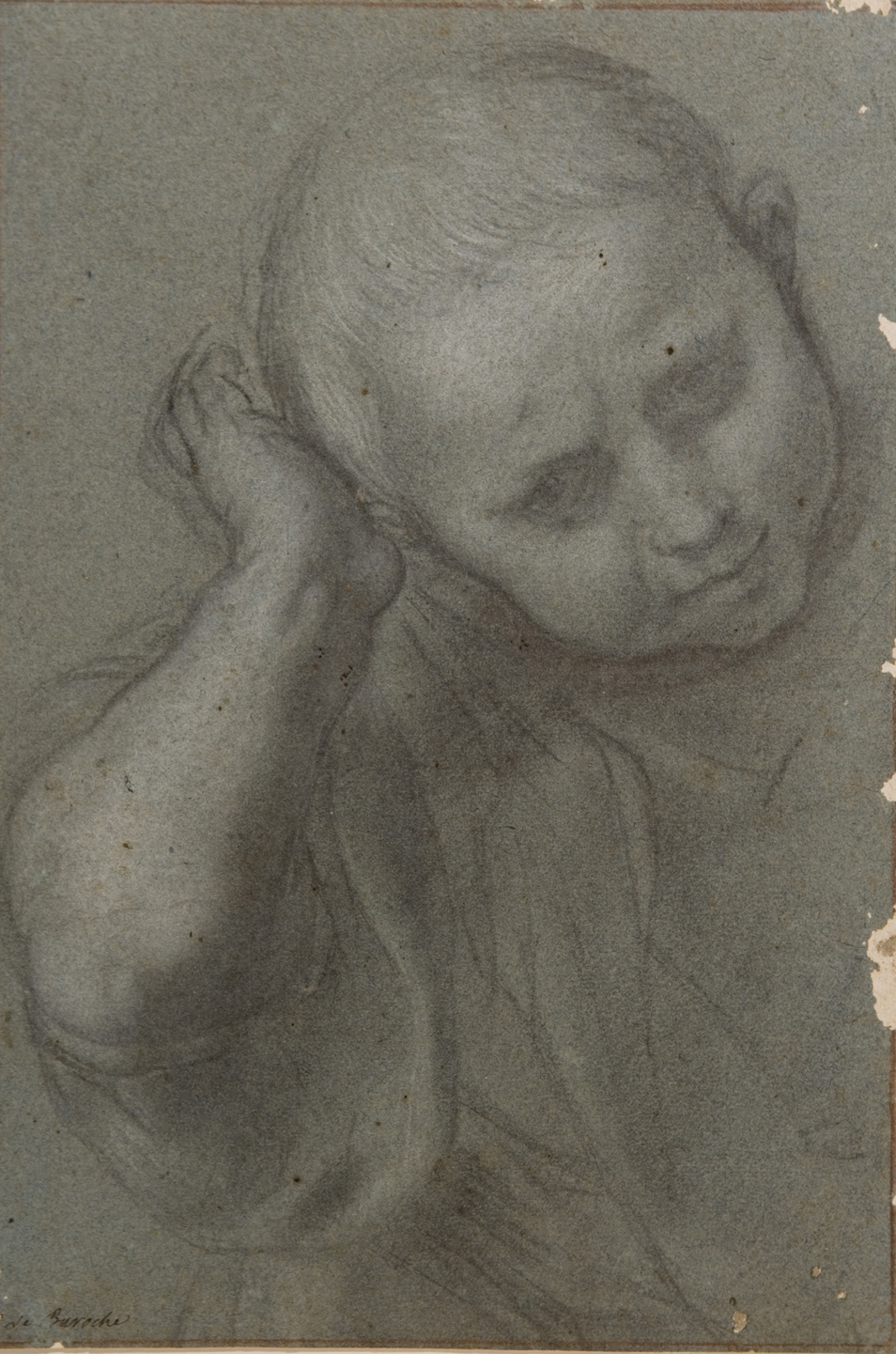
Studio della figura di Ascanio, Princeton University Art Museum
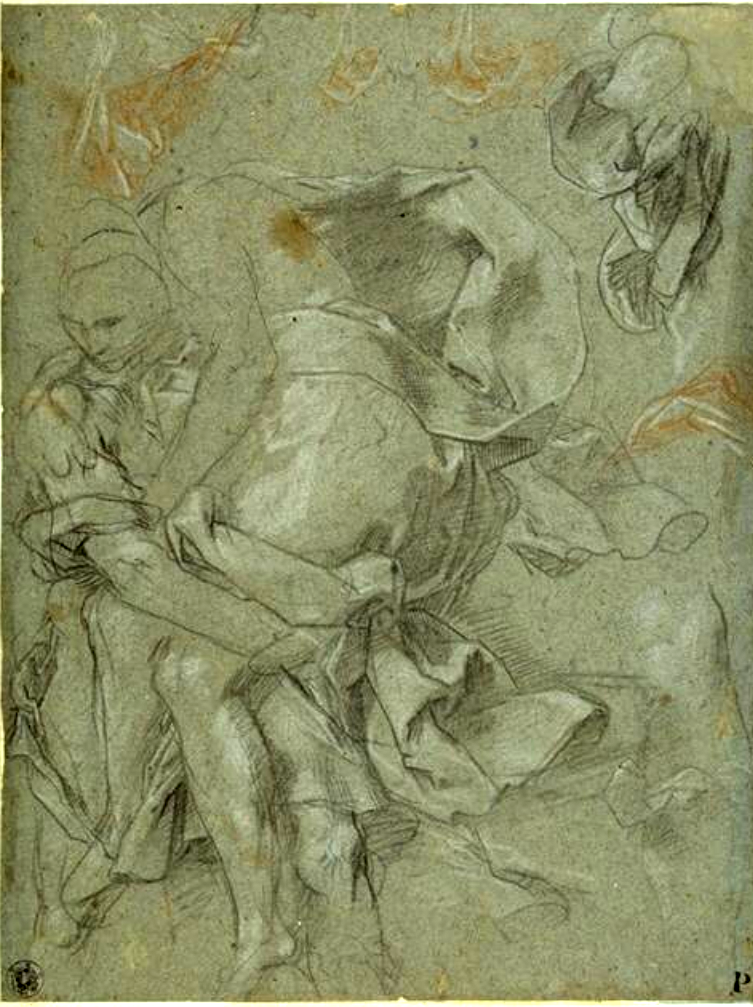
Studio di Enea che sorregge Anchise, Berlino, Kupferstichkabinett
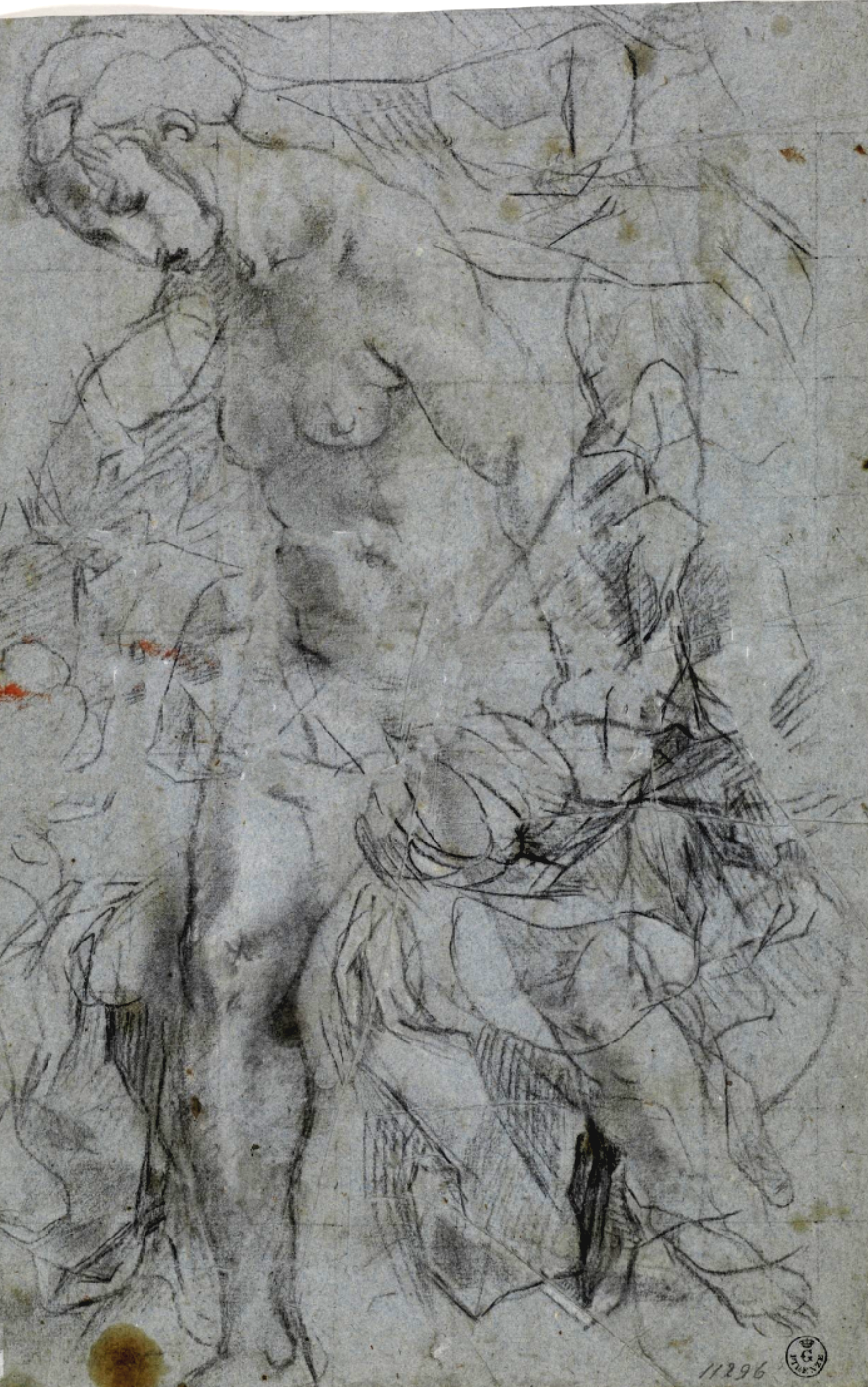
Studio di nudo per la figura di Creusa, Gabinetto dei disegni e delle stampe degli Uffizi